# Mutin-orgel (Panningen)

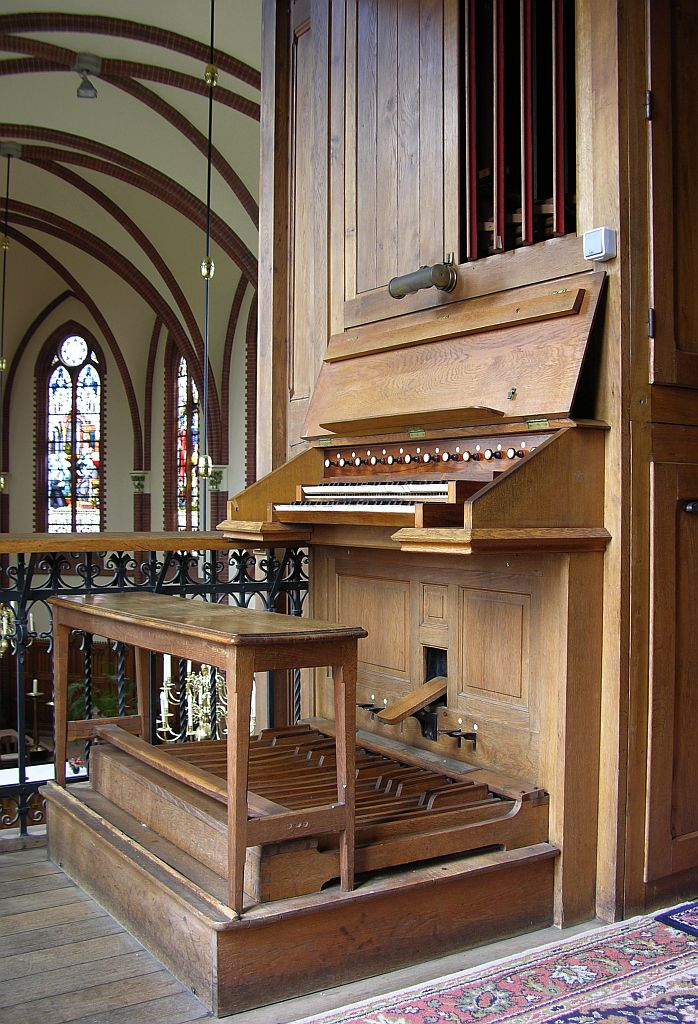
Het Mutin-orgel

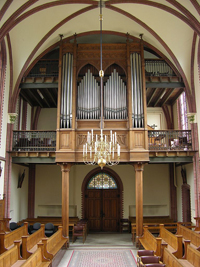
Het Mutin-orgel in de kapel van het klooster van de paters Lazaristen in Panningen

Het Cavaillé-Coll-Mutin-orgel in de kapel van het klooster in Panningen is een kerkorgel.  Het is gebouwd in 1912 door Charles Mutin in Parijs, leerling en opvolger van de Franse orgelbouwer Aristide Cavaillé-Coll. 
De bewoners van het klooster, de paters Lazaristen, waren van Franse komaf en rond 1900 uit Frankrijk verbannen toen men daar sterk antireligieus werd.
Het Mutin-orgel telt twaalf registers en heeft twee manualen en een pedaal. Het heeft een romantisch karakter met helder sprekende stemmen.
Het orgel is meer dan 70 jaar alleen voor intern liturgisch gebruik ingezet. Sinds 1986 werden jaarlijks één of meer concerten georganiseerd. 
Sinds 2011 is de zorg voor het Mutin-orgel en de kapel (beide rijksmonument) mede in handen van de Orgelkring Peel&Maas (www.orgelkringpeelenmaas.nl) en wordt er vanaf mei t/m december maandelijks een concert gegeven.
Ter gelegenheid van het 100-jarig bestaan is het orgel grondig gerestaureerd door de fa. Verschueren Orgelbouw te Heythuizen. Het werd heringespeeld door Hayo Boerema in april 2013. Verder concerteerden in dat jaar Joost Langeveld, Ton Reynaerdts en Jetty Podt.  In 2014 concerteerden o.a Leo van Doeselaar, Erwin Wiersinga, Toon Hagen. Ook moderne uitvoeringen in combinatie met andere muziekgezelschappen zijn regelmatig van de partij. Zo geven in 2014 Basic Roots en het gezelschap Joep van Leeuwen een concert in duo met het Mutin-orgel.

## Dispositie van het Mutin-orgel
| I Grand' Orgue C–g3              |
| Bourdon 16′ (C-f1 uit Sousbasse) |
| Montre 8′                        |
| Flûte Harmonique 8′              |
| Prestant 4′                      |

| II Récit Expressif C–d3    |
| Cor de Nuit 8'             |
| Viole de Gambe 8'          |
| Voix Célèste 8' (vanaf c0) |
| Flûte Octaviante 4'        |
| Trompette 8'               |
| Basson-Hautbois 8'         |

| Pédale C–f1                                |
| Soubasse 16'                               |
| Basse Ouverte 8' (transmissie Flûte Harm.) |

Werktuigelijke registers
- Tirasses Grand Orgue - Tirasses Récit Expressif
- Copula Grand Orgue + Récit Expressif - Octaves Graves Récit Expressif
- Appel Trompette